# رود جونز (لاعب كرة قدم)
رود جونز (بالإنجليزية: Rod Jones)‏ (23 سبتمبر 1945 في المملكة المتحدة - ) هو لاعب كرة قدم بريطاني في مركز حراسة المرمى. لعب مع نادي بيرنلي ونادي روتشديل ونادي روذرهام يونايتد وMossley A.F.C. ‏ ونادي بارو.

## وصلات خارجية
- رود جونز على موقع قاعدة بيانات كرة القدم.إي يو (الإنجليزية)